# Wąs czepny

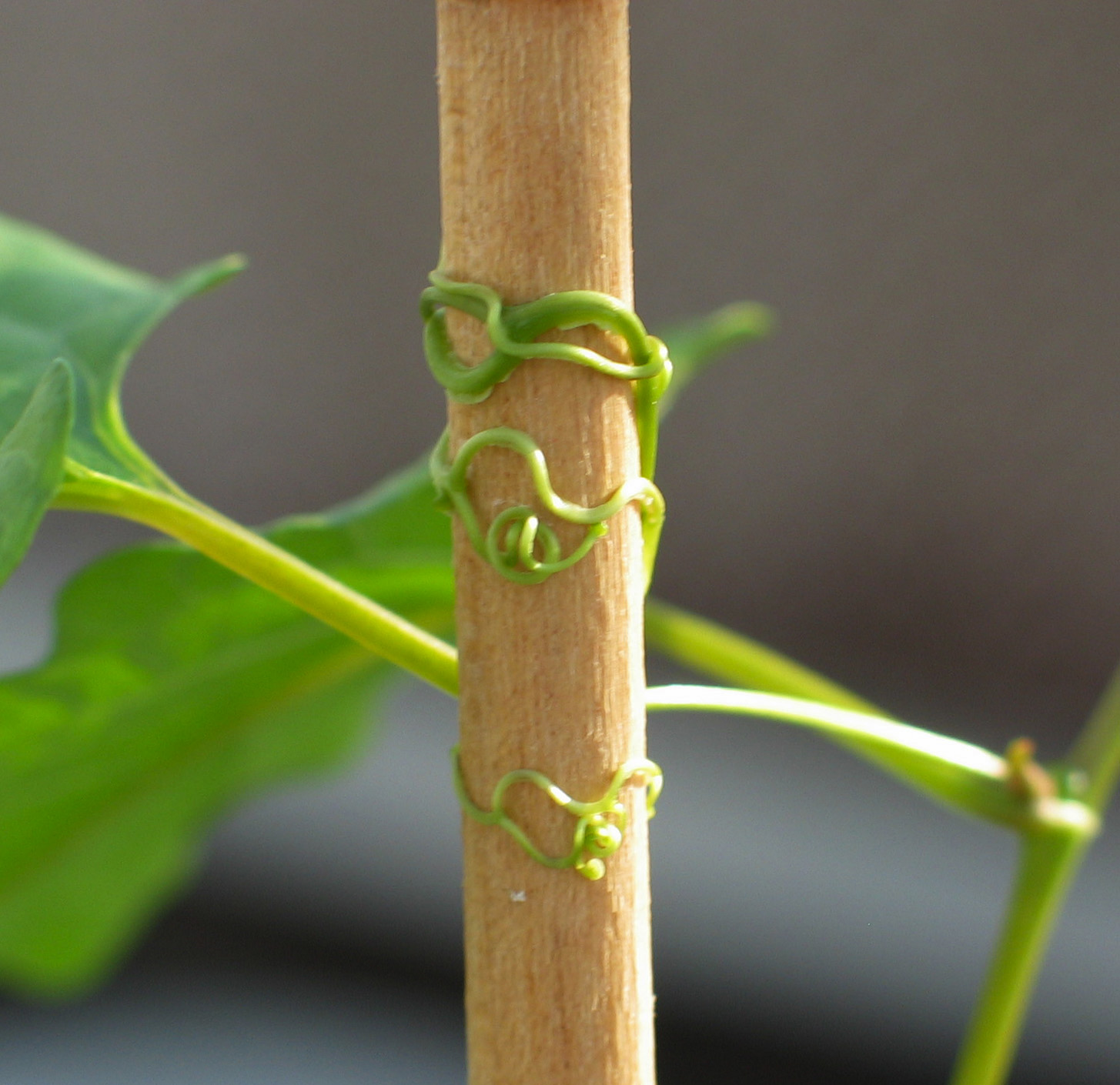
Wąs czepny Brunnichia ovata

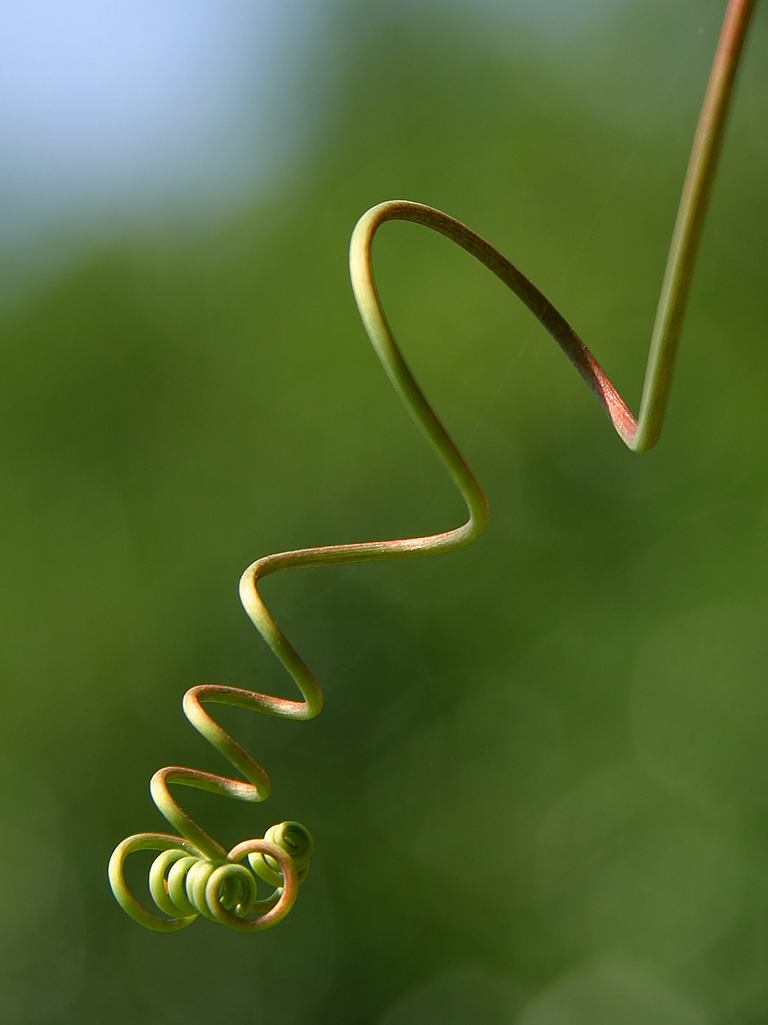
Wąs czepny winorośli

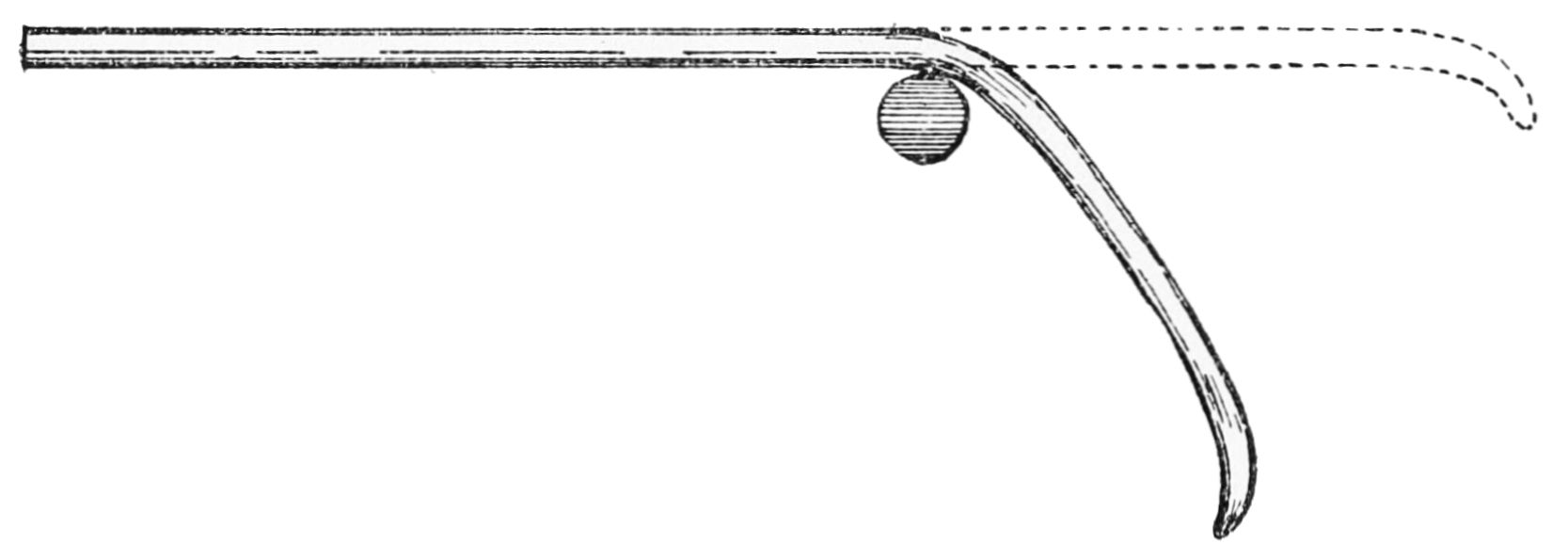
Reakcja wąsa męczennicy na dotknięcie drewnianą pałeczką

Wąs czepny – organ czepny roślin pnących, powstający jako zmodyfikowany liść lub jego część (wąsy liściowe), a także fragment łodygi (wąsy pędowe). Służy do owijania się wokół podpory i tym samym umożliwia wspieranie lub wspinanie się rośliny, która rosnąc dzięki temu ku górze zyskuje lepszy dostęp do światła. Wąsy owijają się wokół podpory ponieważ są organami wrażliwymi na dotyk. 
Nie są wąsami czepnymi pełniące podobne funkcje i owijające się międzywęźla (np. powoju), ogonki liści z wykształconą blaszką liściową (np. powojnika), czy korzenie przybyszowe niektórych pnączy (np. wanilii).

## Budowa
Wąsy są nitkowate i mogą być proste lub rozgałęzione. Podobna budowa u różnych roślin przy różnym pochodzeniu tych organów jest jednym z przykładów konwergencji. 
U grochu i wielu innych przedstawicieli bobowatych, wąsy powstają z końcowego odcinka osadki i z górnych listków liścia pierzasto złożonego. U innych roślin całe liście, ogonki liściowe lub przylistki pełnią funkcje wąsów czepnych. 
U winorośli wąsy pędowe powstają na zakończeniach osi pędu, po czym spychane są na bok przez kontynuujące wzrost odgałęzienie boczne. U męczennicy wąsy są przekształconymi pędami bocznymi wyrastającymi z pachwin liści. U roślin z rodzaju winobluszcz na końcach rozgałęzionych wąsów czepnych wykształcają się tarczki czepne, umożliwiające wspinanie się roślinie nawet po płaskich powierzchniach.

## Wzrost i ruchy wąsów
Podczas wzrostu wąsa wykonuje on ruchy nutacyjne (szukające) polegające na kolistych lub elipsoidalnych ruchach jego końcówki i kierowaniu się całego wąsa przemiennie ukośnie ku górze i na dół. Często u roślin pnących cały wierzchołek pędu wykonuje koliste ruchy nutacyjne, zwiększające szanse trafienia na podporę. Po dotknięciu wąs wygina się w miejscu kontaktu i owija wokół podpory. Wygięcie wąsa i jego owinięcie się następuje relatywnie szybko – widoczne bywa już w 30 sekund po kontakcie z podporą, i następuje w wyniku szybkiego wzrostu przeciwnej strony wąsa w stosunku do dotkniętej. Najsilniej reaguje zwykle szczytowa część wąsa i u większości gatunków reakcja następuje po podrażnieniu tylko dolnej strony wąsa. Poza wygięciem w kierunku bodźca będącym przykładem tigmotropizmu, niektóre gatunki (np. harbuźnik) reagują ruchem nastycznym – tworząc od dołu wklęśnięcie wąsa po zadziałaniu bodźca od góry. 